# Aedes simpsoni
Aedes simpsoni är en tvåvingeart som först beskrevs av Theobald 1905.  Aedes simpsoni ingår i släktet Aedes och familjen stickmyggor. Inga underarter finns listade i Catalogue of Life.